# Jay Grdina
John G "Jay" Grdina (Ohio, 11 d'octubre de 1967) és un actor porno i empresari de la indústria pornogràfica estatunidenc; la seva família és d'origen croat de Karlovac. Sovint ha fet servir el pseudònim Justin Sterling, amb el qual és especialment conegut. L'any 2000 va fundar, conjuntament amb Jenna Jameson (amb qui posteriorment es casaria i divorciaria), la productora especialitzada en pel·lícules porno d'alt pressupost ClubJenna, que en 2006 van vendre a Playboy.

## Premis
- 2005 AVN Award: "Millor actor - Film" (The Masseuse)
- 2005 AVN Award: "Millor escena de sexe en parella - Film" (The Masseuse with Jenna Jameson).
- 2005 AVN Award: "Millor edició - Video" (Bella Loves Jenna)
- 2006 AVN Award: "Millor edició - Video" (Provocateur)
- 2007 AVN Award: "Millor actor" (Janine Loves Jenna)